# Bombardování Tokia

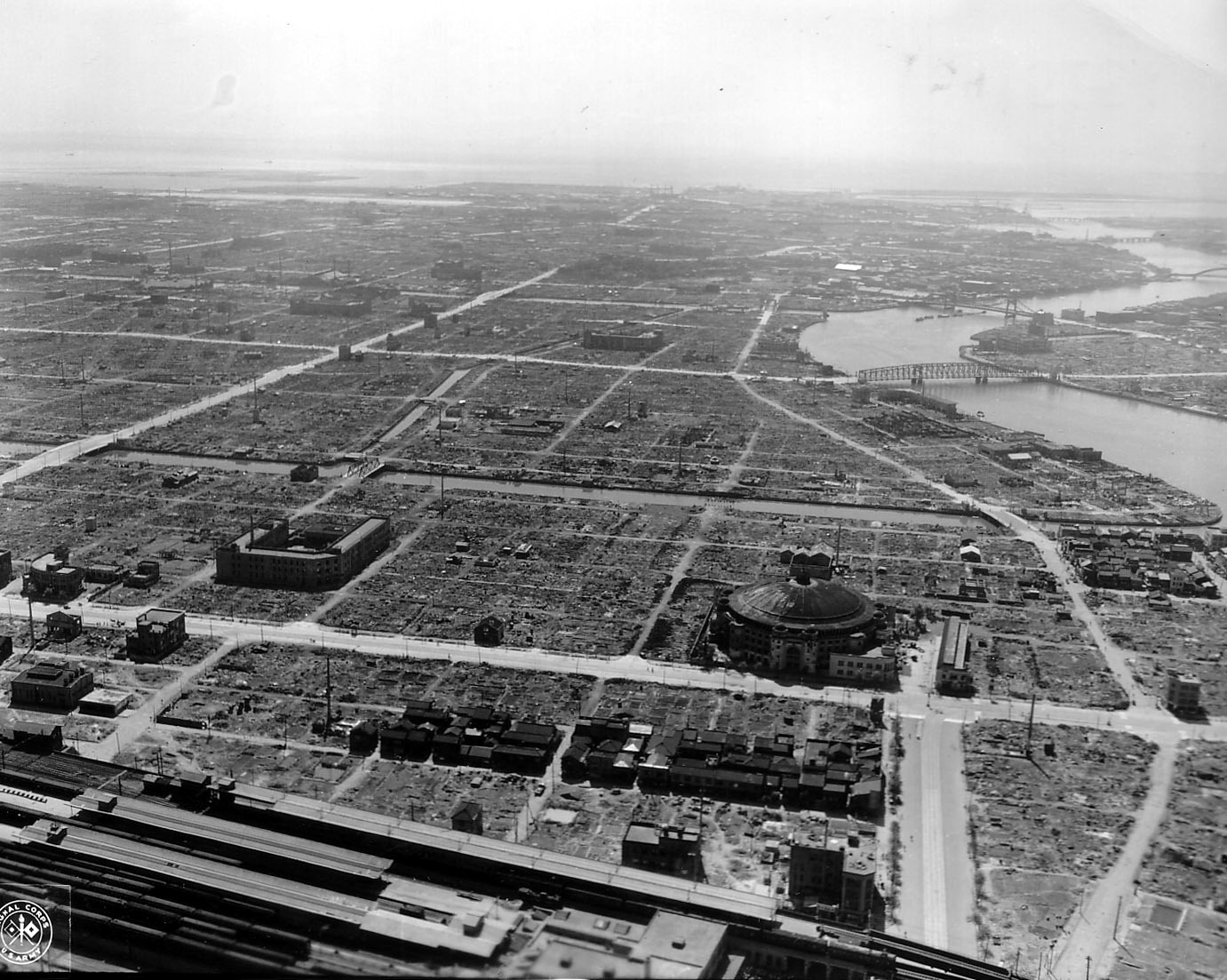
Letecký pohled na Tokio po válce

Bombardování Tokia bylo sérií bombových náletů leteckých sil Spojených států během tichomořských kampaní druhé světové války. Operace Meetinghouse, která proběhla v noci z 9. na 10. března 1945, je považována za nejničivější nálet v lidské historii. Celkem 40 km² centrálního Tokia bylo zničeno a odhaduje se, že v sutinách zemřelo 100 000 civilistů a přes milion lidí zůstalo bez domova.
USA v dubnu 1942 uskutečnily první nálet na Tokio. Strategické bombardování městských oblastí začalo v roce 1944 poté, co byl do výzbroje amerického letectva zařazen bombardér B-29 Superfortress s dlouhým doletem, nejprve nasazený z Číny a poté z Marianských ostrovů. Nálety B-29 z těchto ostrovů začaly 17. listopadu 1944 a trvaly až do japonské kapitulace 15. srpna 1945.
Více než 50 % tokijského průmyslu bylo rozptýleno mezi obytnými a obchodními čtvrtěmi; bombardování snížilo výrobu ve městě na polovinu.

## Doolittlův nálet
První nálet na Tokio byl Doolittlův nálet z 18. dubna 1942. Z letadlové lodi USS Hornet vzlétlo šestnáct letounů B-25 Mitchell k útoku na cíle na japonských domácích ostrovech, včetně Jokohamy a Tokia. Bombardéry po útoku odlétly směrem na letiště v Číně. Nálet byl odvetou za japonský útok na Pearl Harbor. Z vojenského hlediska nezpůsobil velké škody, byl však významným propagandistickým vítězstvím Spojených států. Nálet byl zahájen z větší vzdálenosti, než bylo v plánu, kvůli střetu s japonskou hlídkovou lodí, všechna útočící letadla při návratu buď havarovala nebo nouzově přistála. Jedno letadlo přistálo v neutrálním Sovětském svazu, kde byla posádka internována, ale v květnu 1943 unikla přes hranice do Íránu. Japonci v okupované Číně zajali dvě posádky. Tři členové těchto posádek byli později popraveni.

## Nálety B-29

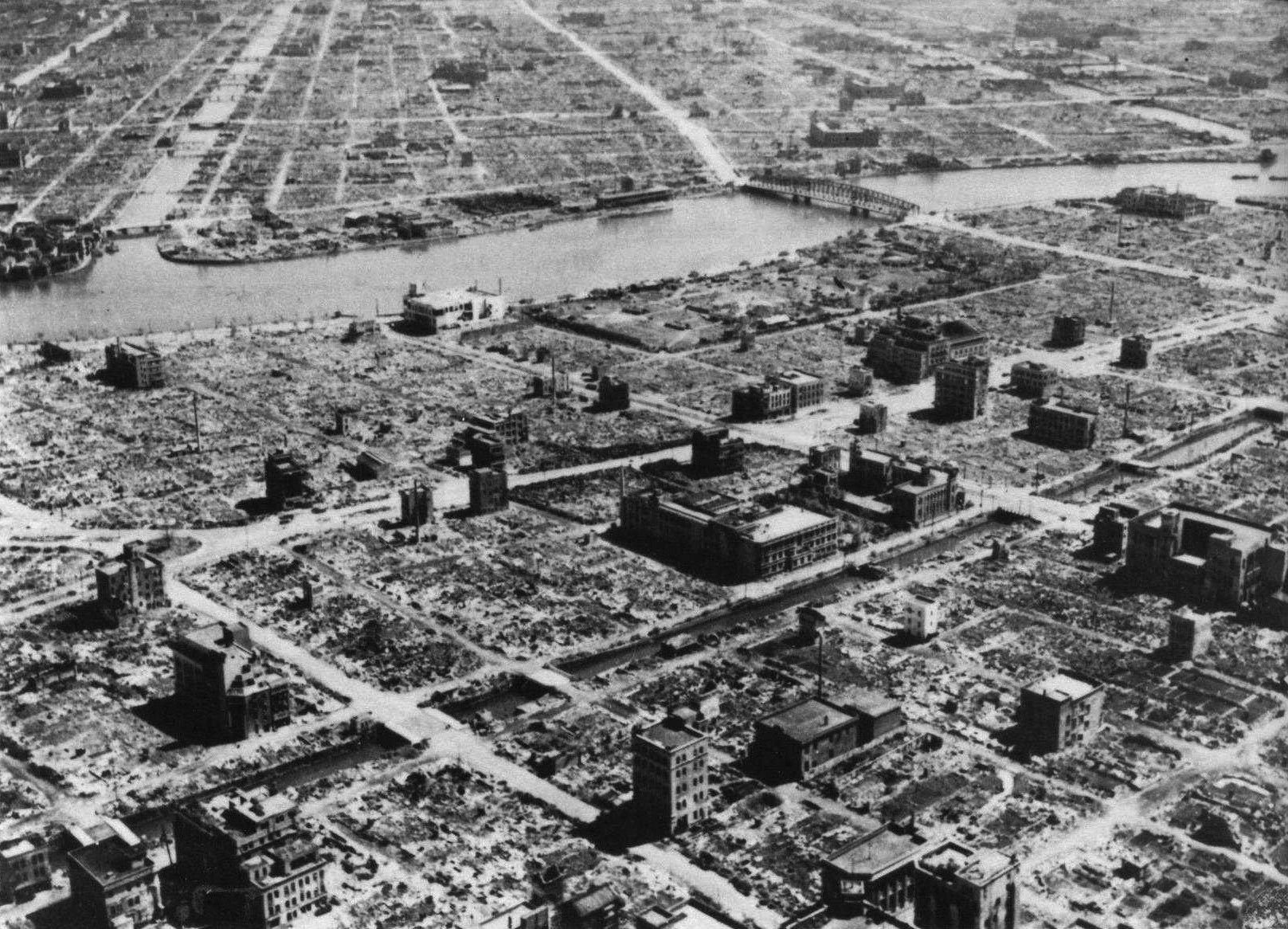
Rezidenční část Tokia, která byla zničena po operaci Meetinghouse, bombardování Tokia v noci z 9. na 10. března 1945

Klíčovým momentem pro bombardování Japonska byl vývoj strategického bombardéru B-29 Superfortress, který měl operační dolet 6000 km a byl schopen útočit ve vysoké výšce nad 9000 m, kde byla nepřátelská obrana velmi slabá. Téměř 90 % bomb, které dopadly na japonské ostrovy, bylo shozeno tímto typem bombardéru. Jakmile spojenecké pozemní síly obsadily ostrovy dostatečně blízko Japonska, byla na těchto ostrovech (zejména Saipanu a Tinianu) postavena letiště pro B-29, které odtud vyrážely na své bombardovací mise.
Počáteční nálety byly provedeny 20. perutí amerického letectva působící z pevninské Číny v operaci Matterhorn pod XX. velitelstvím bombardérů, ale ty nedosáhly až na Tokio. Operace ze Severních Marianských ostrovů začaly v listopadu 1944 po aktivaci XXI. velitelství bombardérů.
Výškové nálety s klasickými trhavými pumami považovalo velení USAAF za neúčinné kvůli silným větrům ve vysokých výškách (později objevené tryskové proudění), které unášely bomby mimo cíle.
Mezi květnem a zářím 1943 byly provedeny bombové pokusy na tzv. „japonskou vesnici“ v Utahu. Tyto zkoušky prokázaly účinnost zápalných bomb na budovy ze dřeva a papíru a vedly k tomu, že Curtis LeMay nařídil bombardérům změnit taktiku a využít této munice proti Japonsku.
První takový útok proběhl proti Kóbe 4. února 1945. Tokio zasáhly zápalné bomby 25. února 1945, kdy 174 B-29 letělo během nočního náletu s vysokou nadmořskou výškou a zničilo kolem 2,6 km² zasněženého města, s využitím 453,7 tun většinou zápalných bomb. Po tomto náletu nařídil LeMay bombardérům B-29 znovu zaútočit, ale v relativně nízké výšce kolem 2000 metrů v noci, protože japonské protiletadlové dělostřelectvo dosahovalo v tomto výškovém rozsahu nejmenší účinnosti.

### Operace Meetinghouse

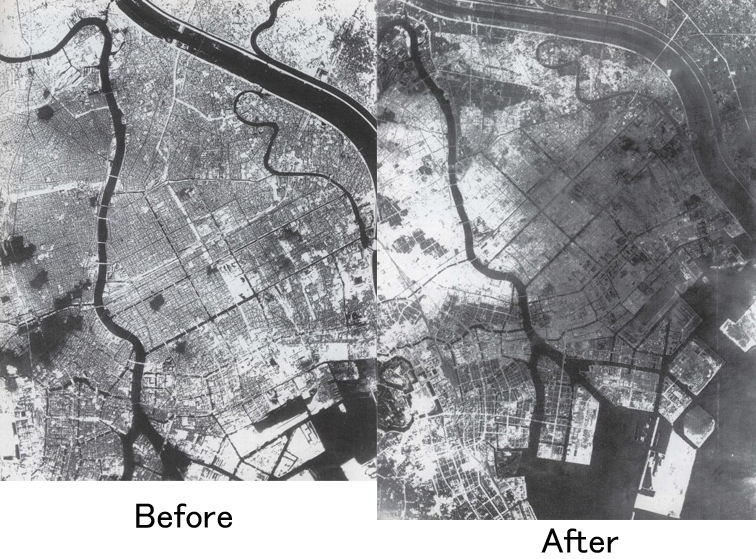
Pohled z ptačí perspektivy na Tokio před a po náletu

V noci z 9. na 10. března 1945  vzlétlo 334 B-29 k náletu, přičemž 279 z nich na Tokio svrhlo 1665 tun bomb. Bomby byly většinou 230 kg vážící E-46 kazetové pumy shazované z výšky kolem 700 metrů. M-69 prorazily tenkou střechu nebo přistály na zemi; v obou případech se zapálily o 3–5 sekund později a vypustily proud hořících napalmových koulí. Byl také shozen menší počet zápalných bomb M-47 : M-47 byla 45 kg vážící puma s náplní želatinizovaného benzínu a bílého fosforu, která se vznítila při dopadu. Během prvních dvou hodin náletu shodilo své bomby 226 útočících letadel, jejich úkolem bylo zneschopnit protipožární ochranu města. První B-29, které dorazily, shazovaly bomby ve vzoru velkého X, s průsečíkem v hustě osídlené dělnické čtvrti v Tokiu poblíž doků v městských částech Koto a Chūō; pozdější letadla jednoduše zaměřovala svůj náklad na toto planoucí X. Jednotlivé požáry způsobené bombami se i díky větru vanoucímu rychlostí až 45 km/h spojily a vytvořily rozsáhlý požár, klasifikovaný jako ohnivá bouře. Přibližně 4000 ha města bylo zničeno a podle odhadů zemřelo asi 100 000 lidí. Celkem 282 z 339 B-29 nasazených během operace Meetinghouse se dostalo k cíli, z nich 27 bylo ztraceno následkem japonské protivzdušné obrany, technických závad nebo bylo strženo vzdušnými víry způsobenými požárem.
Návštěva císaře Hirohita ve zničených částech Tokia v březnu 1945 byla začátkem jeho osobního angažování v mírovém procesu, který vyvrcholil kapitulací Japonska o šest měsíců později.

### Odhady obětí

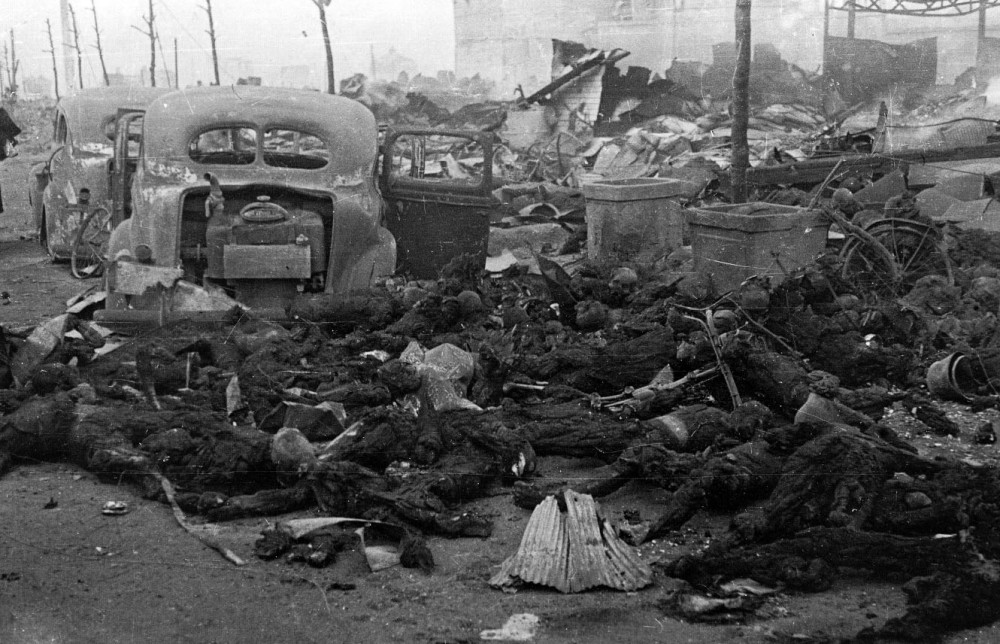
Kójó Išikawa: Ohořelé zbytky japonských civilistů po operaci Meetinghouse

Američané po válce odhadovali, že při tomto jednom útoku zahynulo téměř 88 000 lidí, bylo zraněno 41 000 lidí a více než milion obyvatel ztratil své domovy. Tokijský hasičský sbor odhadl vyšší počty: 97 000 zabitých a 125 000 zraněných. Tokijské metropolitní policejní oddělení evidovalo 83 793 mrtvých a 40 918 raněných a 286 358 budov a zničených domů. Historik Richard Rhodes odhadoval, že zahynulo více než 100 000 lidí, zraněných mohlo být k milionu a ten samý počet lidí zůstal bez domova.

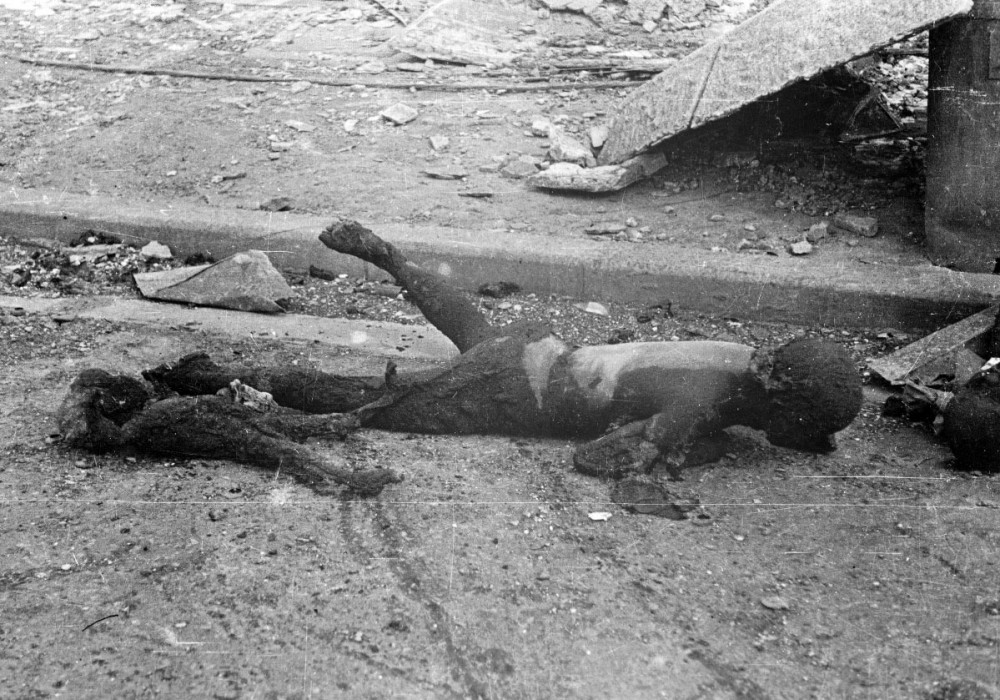
Kójó Išikawa: Ohořelé tělo ženy, která měla dítě na zádech

Historik Gabriel Kolko ve své knize z roku 1968 uvedl údaj o 125 000 úmrtích. Elise K. Tipton, profesorka japonských studií, dospěla k hrubému rozmezí 75 000 až 200 000 úmrtí. Donald L. Miller, citující Knox Burgera, uvedl, že bylo zabito „nejméně 100 000“ lidí a „asi jeden milion“ zraněných.
Bombardování Tokia v noci 9. března 1945 bylo nejsmrtelnějším náletem druhé světové války; větším než nálety na Drážďany, Hamburg, Hirošimu nebo Nagasaki.

## Poválečná obnova

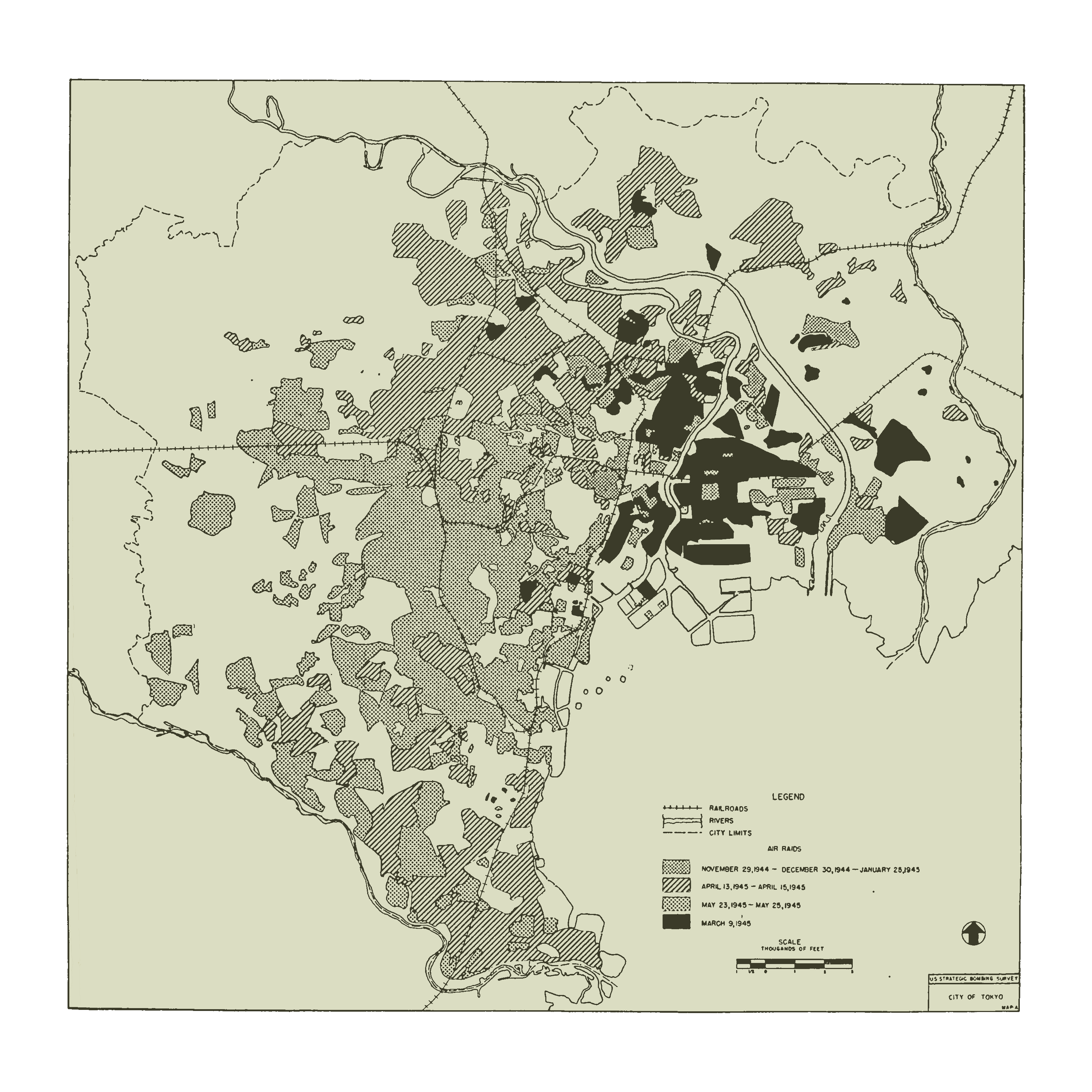
1947 americký vojenský průzkum ukazující oblasti Tokia poškozené bombardováním

Po válce se Tokio snažilo o obnovu vybombardovaných částí. V letech 1945 a 1946 dostalo město podíl z rozpočtu na národní rekonstrukci úměrný rozsahu škody způsobené bombovým útokem (26,6 %), ale v následujících letech příjmy Tokia klesaly. V roce 1949 bylo Tokiu přiděleno pouze 10,9 % rozpočtu, tyto peníze navíc značně znehodnotila probíhající inflace. Okupační úřady drasticky omezily program obnovy japonské vlády, namísto toho se zaměřily pouze na opravy dopravní infrastruktury. Tokio zažilo rychlý hospodářský růst až v 50. letech 20. století.

## Památníky

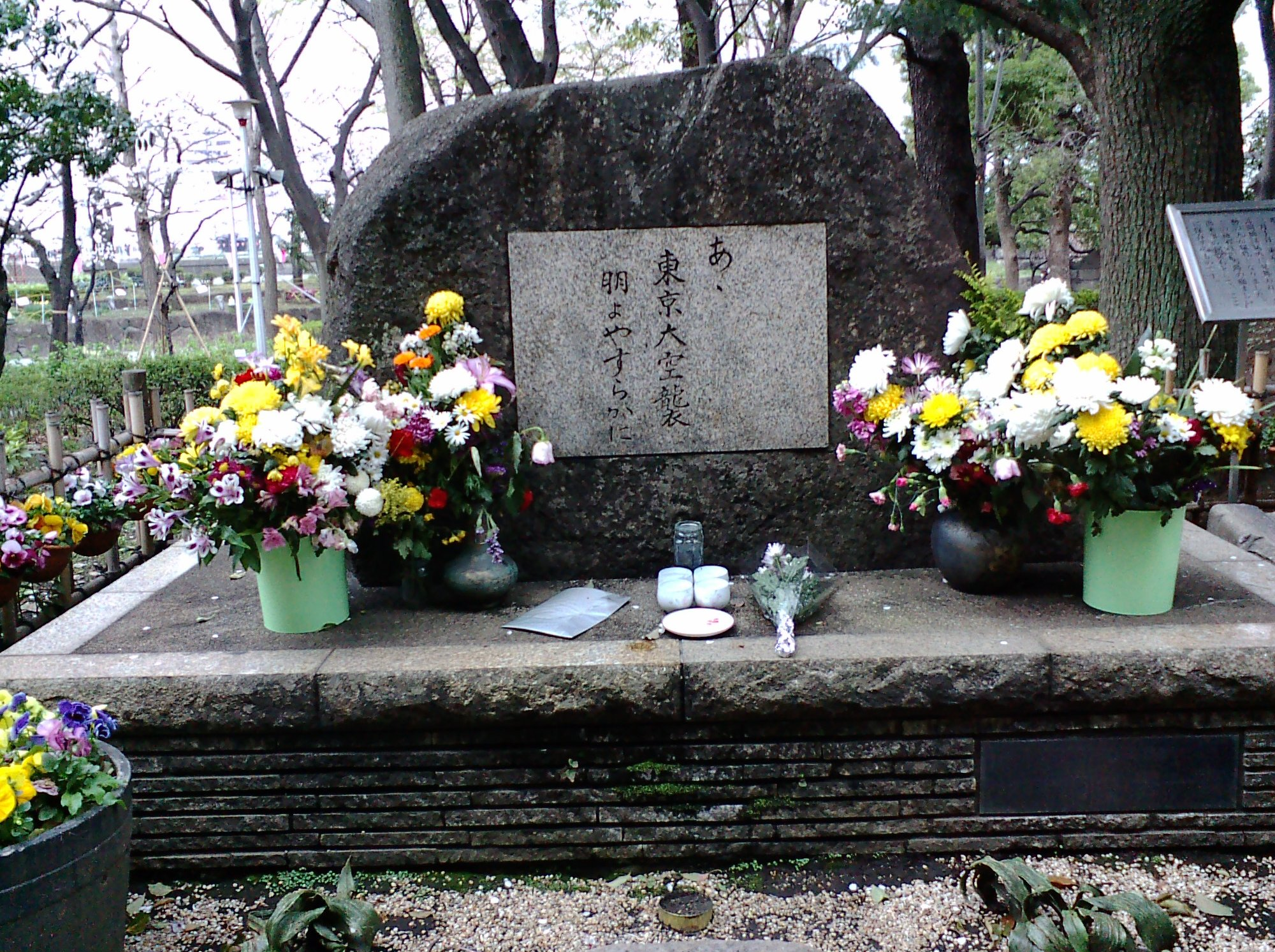
Kenotaf občana, park Sumida, Taitó, Tokio

Mezi lety 1948 a 1951 byl popel 105 400 lidí zabitých při útocích na Tokio pohřben v parku Jokoamičo v Sumidě. Památník náletu byl odhalen v parku v březnu 2001.
Po válce pomohl japonský autor Katsumoto Saotome, který přežil bombardování 10. března 1945, založit knihovnu o náletu ve čtvrti Koto s názvem Centrum tokijských náletů a válečných škod. Knihovna obsahuje dokumenty a literaturu o obětech náletu a pozůstalých, které shromáždil sám Saotome a Asociace k záznamu tokijského náletu.

## Poválečná japonská politika
V roce 2007 se japonský premiér Šinzó Abe omluvil v tisku a uznal vinu Japonska za bombardování čínských měst a civilistů počínaje rokem 1938. Napsal, že japonská vláda se měla vzdát, jakmile byla kapitulace nevyhnutelná, což by zabránilo bombardování Tokia v březnu 1945, jakož i následnému bombardování dalších měst. V roce 2013, během svého druhého funkčního období v křesle předsedy vlády, Abeho kabinet uvedl, že nálety byly „neslučitelné s lidskostí, což je jeden ze základů mezinárodního práva“, ale také poznamenal, že je obtížné tvrdit, že útoky byly nezákonné podle mezinárodních zákonů té doby.
V roce 2007 podalo 112 členů Asociace pro poškozené rodiny rodin obětí tokijských náletů proti japonské vládě žalobu, v níž požadovalo omluvu a 1,232 miliard jenů jako odškodnění. Žaloba vinila japonskou vládu, že nálet způsobila tím, že neukončila válku dříve a pak nedokázala pomoci civilním obětem náletů, zatímco značnou podporu poskytla bývalému vojenskému personálu a jejich rodinám. Věc žalobců byla zamítnuta prvním rozsudkem v prosinci 2009 a zamítnuto bylo i jejich odvolání. Navrhovatelé se poté obrátili na Nejvyšší soud, který jejich případ zamítl v květnu 2013.